# WASP-14
WASP-14 — тройная звезда в созвездии Волопаса на расстоянии приблизительно 524 световых лет (около 161 парсек) от Солнца. Возраст звезды определён как около 1,5 млрд лет.
Вокруг звезды обращается, как минимум, одна планета.

## Наименование
Впервые звезда упоминается под наименованием BD+22°2716 в каталоге Durchmusterung немецкого астронома Фридриха Аргеландера, опубликованном в 1863 году. Однако в последнее время, в связи с открытием планеты у данной звезды, более распространено наименование WASP-14, данное командой исследователей из проекта SuperWASP.

## Характеристики
Первый компонент (WDS J14331+2154A) — жёлто-белая звезда спектрального класса F5V, или F5. Видимая звёздная величина звезды — +9,745m. Масса — около 1,211 солнечной, радиус — около 1,28 солнечных, светимость — около 2,675 солнечных. Эффективная температура — около 6477 K.
Второй компонент (WDS J14331+2154B). Видимая звёздная величина звезды — +15,2m. Удалён на 1,4 угловой секунды.
Третий компонент (WDS J14331+2154C). Видимая звёздная величина звезды — +18,3m. Удалён на 11,5 угловой секунды.

## Планетная система
В 2008 году группой астрономов, работающих в рамках программы SuperWASP, было объявлено об открытии планеты WASP-14 b. Она достаточно массивна, хотя по размерам чуть больше Юпитера. Её эффективная температура оценивается в 1866 кельвинов. Открытие планеты было совершено транзитным методом.